# Ставропольский 74-й пехотный полк
74-й пехотный Ставропольский полк — пехотная воинская часть Русской императорской армии.
Старшинство: 16.12.1845.
Полковой праздник: 8 ноября.
Дислокация: г. Каменец-Подольский Подольской губернии (01.07.1903), г. Умань Киевской губернии (01.02.1913).

## История
- 20 февраля 1845 — Сформирован из 2-го и 3-го батальонов Брестского полка, 2-го и 3-го батальонов Белостокского полка и Кавказского линейного № 8 батальона с добавлением из 2-го и 3-го батальонов Люблинского полка Карталинский егерский полк.
- 21 сентября 1845 — Переименован в Ставропольский егерский полк.
- Август 1851 — Расквартирован во вновь построенном Белореченском укреплении.
- 17 апреля 1856 — Назван Ставропольским пехотным полком.
- 25 марта 1864 — Присвоен номер 74.
- В 1869 г. штаб 74-го Ставропольского пехотного полка, находившийся в Григорьевском укреплении, был переведен в ст. Крымскую, Григорьевское укрепление упразднено, и образовано местечко Григорьевское. Некоторые солдаты полка явились одними из первопоселенцев станиц Ставропольской и Григорьевской[1].
- Начало 1918 — Расформирован.

## Знаки различия
| Описание     | Знаки различия по состоянию на 1904—1907 гг. | Знаки различия по состоянию на 1904—1907 гг. | Знаки различия по состоянию на 1904—1907 гг. | Знаки различия по состоянию на 1904—1907 гг. | Знаки различия по состоянию на 1904—1907 гг. | Знаки различия по состоянию на 1904—1907 гг. | Знаки различия по состоянию на 1904—1907 гг. | Знаки различия по состоянию на 1904—1907 гг.    |
| ------------ | -------------------------------------------- | -------------------------------------------- | -------------------------------------------- | -------------------------------------------- | -------------------------------------------- | -------------------------------------------- | -------------------------------------------- | ----------------------------------------------- |
| Погоны       |                                              |                                              |                                              |                                              |                                              |                                              |                                              |                                                 |
| Классный чин | Полковник                                    | Подполко́вник                                 | Капитан                                      | Штабс-капитан                                | Пору́чик                                      | Подпору́чик                                   | Пра́порщик                                    | Зауряд-пра́порщик, произведенный из фельдфебелей |
| Группа       | Штаб-офицеры                                 | Штаб-офицеры                                 | Обер-офицеры                                 | Обер-офицеры                                 | Обер-офицеры                                 | Обер-офицеры                                 | Обер-офицеры                                 | Обер-офицеры                                    |

|                 |               |                      |                      |          |         |
| Погоны          |               |                      |                      |          |         |
|                 |               |                      |                      |          |         |
| Воинское звание | Фельдфебель   | Старший унтер-офицер | Младший унтер-офицер | Ефрейтор | Рядовой |
| Группа          | Унтер-офицеры | Унтер-офицеры        | Унтер-офицеры        | Рядовые  | Рядовые |

## Командиры полка
- 10.01.1846 — 03.11.1849 — полковник (с 06.12.1847 генерал-майор) Новицкий, Георгий Васильевич
- 03.11.1849 — 19.12.1853 — полковник (с 28.08.1853 генерал-майор) Пулло, Николай Павлович
- 19.12.1853 — 09.01.1860 — полковник Моренц, Николай Иванович
- 04.02.1860 — 02.01.1864 — полковник Левашёв, Фёдор Степанович
- 21.02.1864 — хх.хх.1867 — полковник Кузьминский, Павел Васильевич
- хх.хх.1867 — 01.11.1869 — полковник Шишкин, Василий Андреевич
- 01.11.1869 — 28.07.1877 — полковник Шак, Адольф Вильгельмович
- 22.12.1877 — 30.11.1878[2] — полковник Бордель фон Борделиус, Евгений Васильевич
- 04.02.1879 — 16.03.1879 — полковник Сагинов, Иван Виссарионович
- 16.03.1879 — 01.01.1885 — полковник Козелков, Пётр Андреянович
- 03.01.1885 — 31.05.1893 — полковник Шахназаров, Никита Григорьевич
- 07.06.1893 — 10.04.1895 — полковник (с 14.11.1894 генерал-майор) Дягилев, Павел Павлович
- 24.04.1895 — 04.04.1900 — полковник Стахиев, Николай Александрович[3]
- 14.04.1900 — 28.10.1906 — полковник Киркин, Михаил Васильевич
- 07.12.1906 — 21.12.1911 — полковник Мясников, Владимир Емельянович
- 24.12.1911 — 23.06.1914 — полковник Михайлов, Михаил Пантелеймонович
- 23.06.1914 — 26.06.1915 — полковник (с 01.05.1915 генерал-майор) Архипович, Николай Георгиевич
- 01.07.1915 — 21.02.1916 — полковник Свирский, Феофил Францевич
- 15.03.1915 — 22.08.1917 — полковник Плахов, Фёдор Захарьевич
- 31.08.1917 — хх.хх.хххх — полковник Борисевич, Мечислав Фомич

## Боевые отличия
1. Георгиевское полковое знамя за оборону Баязета в 1829 г. и за освобождение того же города от осады в 1877 г.
2. Знаки на шапки за отличия при покорении Западного Кавказа в 1864 г.
3. Поход за военные отличия в турецкую войну 1877—78 гг.
4. Георгиевская труба за взятие штурмом крепости Геок-тепе 12 января 1881 г.

## Известные люди, служившие в полку
- князь Амираджибов, Михаил Кайхосрович — генерал-лейтенант
- Бальме, Яков Васильевич — полковник, георгиевский кавалер
- Бурковский, Александр Оттонович — генерал-хорунжий армии УНР
- Кавтарадзе, Алексей Гаврилович — генерал от инфантерии
- Ковалевский, Александр Викентьевич — участник Крымской, Кавказской и Русско-турецкой (1877—1878) войн, погиб в 1877 году при обложении турецкими войсками русского гарнизона в Баязете
- Крапивянский, Николай Григорьевич — подполковник РИА, советский военный и государственный деятель
- Лосьев, Михаил Петрович — генерал-майор
- Мандзенко, Иосиф Поликарпович — подпоручик РИА, подполковник УНР, с 1943 по 1945 боец 14-й дивизии СС «Галичина»
- Слухоцкий, Евгений Людвигович — генерал-майор
- Тимонов, Михаил Иванович — генерал-майор
- Тришатный, Константин Иосифович — генерал-майор
- Шевалдин, Трифон Иванович — советский генерал-лейтенант, служил и воевал в полку офицером с 1910 по 1917 годы